# ASD Fanfulla
Associazione Sportiva Dilettantistica Fanfulla, zkráceně jen Fanfulla je italský klub hrající v sezoně 2024/25 4. italskou fotbalovou ligu, sídlící ve městě Lodi v regionu Lombardia.
Fotbalový klub byl založen v roce 1908 jako Associazione Sportiva Fanfulla, jenže v roce 2015 tento klub ohlásil bankrot a skončil. V roce 2016 se ve městě Lodi sloučily kluby ASD Cavenago Fanfulla a ASD Academy Fanfulla.
Za více než 110 letou historií se klub nikdy neprobojoval do nejvyšší ligy, ale 17 sezon hrál ve 2. lize (naposled 1953/54). Dvakrát vyhrál svou skupinu ve 3. lize (1937/38, 1948/49).

## Změny názvu klubu
- 1908 – 1962/63 – AS Fanfulla (Associazione Sportiva Fanfulla)
- 1963/64 – 2014/15 – AC Fanfulla 1874 (Associazione Calcio Fanfulla 1874)
- 2015/16 – 2017/18 – ASD Cavenago Fanfulla (Associazione Sportiva Dilettantistica Cavenago Fanfulla)
- 2018/19 – ASD Fanfulla (Associazione Sportiva Dilettantistica Fanfulla)

## Získané trofeje

### Vyhrané domácí soutěže
- 3. italská liga (2x)

1937/38, 1948/49

## Historie
Počátek fotbalové činnosti klubu se datuje od 28. června 1908, kdy byl založen fotbalový klub Associazione Sportiva Fanfulla. Až do roku 1913 se zde hrálo jen místní turnaje. První soutěž odehrál v sezoně 1913/14 a to ve 3. lize (Terza Categoria). V následující sezoně již hráli ve 2. lize (Promozione), poté všechny soutěže přeruší První světová válka.
Do 2. světové války hrál klub převážně ve 2. lize. První velké vítězství přišlo v sezoně 1948/49, když vyhráli svou skupinu ve 3. lize a hráli ji pět let po sobě a nejlepšího umístění dosáhli v sezoně 1950/51 (6. místo). Druhou ligu opustil na konci sezóny 1953/54 kvůli pětibodovému trestu, který utrpěl kvůli korupci. Také členové klubu byli potrestáni, jak velkým pokutám tak i distanc na několik let.
Po jedné sezoně v Serii C sestoupil do IV Serie, kterou hrál tři roky. Sezonu 1959/60 již opět hrál v Serii C, když byla reorganizována liga. Po 6 sezonách ale 1965 sestoupil a Serii D hrál do sezony 1977/78 když postoupili do Serie C2. Do Serie C1 se klub probojoval v sezoně 1983/84, jenže po jedné sezoně sestoupil a od sezony 1985/86 hrál již v 5. lize, kterou hrál do sezony 2001/02, když sestoupil do 6. ligy. Tuto soutěž hrálo dvě sezony, když slavili postup do 5. ligy, kterou hrálo 4 sezony a pak 2 sezony opět v 6. lize. Od sezony 2011/12 se zde hrálo po dvě sezony 7. liga (Promozione).
V roce 2015 klub musel kvůli vážným ekonomickým problémům zastavit svou činnost a vzdal se registrace na příští sezonu. Klub Polisportiva Cavenago d'Adda, převedl svůj sportovní titul do města Lodi a změní svůj název na Associazione Sportiva Dilettantistica Cavenago Fanfulla. V dubnu 2016 se nakonec klub, který rok nehrál se definitivně rozpustil a ohlásil bankrot. V roce 2013 se od klubu oddělila sekce mládeže a ten se v roce 2016 spojil s Associazione Sportiva Dilettantistica Cavenago Fanfulla. Od sezony 2018/19 hraje nepřetržitě ve 4. lize.

## Účast v ligách
| Úroveň soutěže | Název soutěže (nynější název) | První hraná sezona | Poslední hraná sezona | celkem odehraných sezon |
| -------------- | ----------------------------- | ------------------ | --------------------- | ----------------------- |
| 2              | Serie B                       | 1922/23            | 1953/54               | 17                      |
| 3              | Serie C                       | 1926/27            | 1983/84               | 21                      |
| 4              | Serie D                       | 1955/56            | 2024/25               | 32                      |
| 5              | Eccellenza                    | 1986/87            | 2008/09               | 21                      |

## Trenéři

### Známí trenéři v klubu
- Federico Munerati (1942–1946)
- Mario Perazzolo (1953–1954)
- Emiliano Bonazzoli (2022–2023)